# Tonga na Letních olympijských hrách 2008
Tonga se účastnila Letních olympijských her 2008 a zastupovali ji 3 sportovci ve 2 sportech (2 muži a 1 žena). Vlajkonoškou výpravy byla atletka ʻAna Poʻuhila. Nejmladší z výpravy byl Aisea Tohi, kterému bylo v době konání her 21 let. Nejstarším z výpravy byl Maamaloa Lolohea, kterému bylo v době konání her 40 let. Nikomu z výpravy se během her nepodařilo získat medaili.

## Pozadí
Reprezentace Tongy se poprvé účastnila olympijských her v Los Angeles v roce 1984. Těchto her se účastnili pouze tonžští mužští sportovci. První žena zemi reprezentovala na olympijských hrách v Soulu v roce 1988. Na olympijské hry 2008 v Pekingu byli vysláni tři sportovci. Zemi reprezentovali sprinter Aisea Tohi, koulařka Ana Po'uhila a vzpěrač Maamaloa Lolohea.

## Disciplíny

### Atletika

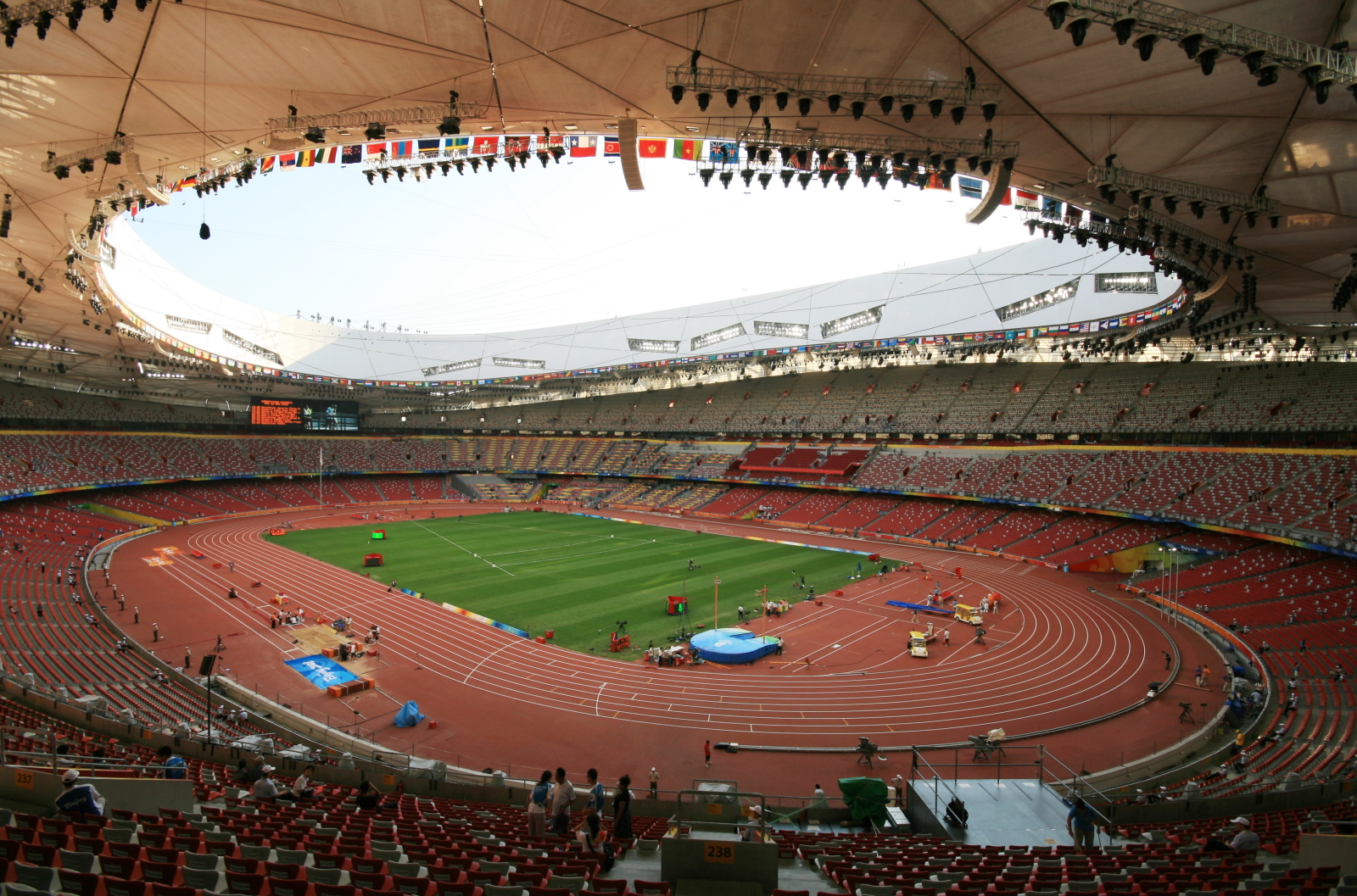
Pekingský národní stadion na kterém probíhaly atletické soutěže

V atletice Tongu reprezentovali dva atleti, sprinter Aisea Tohi a koulařka Ana Po'uhila. Pro 21letého Tohiho byla účast na hrách v Pekingu jeho olympijským debutem. Nastoupil do druhého rozběhu závodu mužů na 100 m, který se konal 14. srpna 2008. Se zaběhnutým časem 11,17 sekundy skončil v rozběhu na 7. místě a překonal tak pouze reprezentanta Marshallových ostrovů. Tento výkon na postup do dalších kol nestačil a z osmdesáti startujících sprinterů celkově obsadil 71. místo.
Ana Po'uhila se ve svých 28 letech účastnila v Pekingu již druhých olympijských her. Startovala v ženském závodu ve vrhu koulí, jehož kvalifikační kolo se konalo 15. srpna 2008. Se svým nejlepším výkonem 16,42 m obsadila ve druhé kvalifikační skupině 12. místo, které na postup do finále nestačilo. Celkově se z 35 startujících atletek umístila na 27. místě.
| Sportovec    | Disciplína   | Rozběh      | Rozběh      | Čtvrtfinále | Čtvrtfinále | Semifinále   | Semifinále   | Finále       | Finále       | Pořadí |
| Sportovec    | Disciplína   | Čas         | Pořadí      | Čas         | Pořadí      | Čas          | Pořadí       | Čas          | Pořadí       | Pořadí |
| ------------ | ------------ | ----------- | ----------- | ----------- | ----------- | ------------ | ------------ | ------------ | ------------ | ------ |
| Aisea Tohi   | běh na 100 m | 11,17       | 7.          | nepostoupil | nepostoupil | nepostoupil  | nepostoupil  | nepostoupil  | nepostoupil  |        |
| Sportovkyně  | Disciplína   | Kvalifikace | Kvalifikace | Kvalifikace | Kvalifikace | Finále       | Finále       | Finále       | Finále       | Pořadí |
| Sportovkyně  | Disciplína   | Vzdálenost  | Vzdálenost  | Pořadí      | Pořadí      | Vzdálenost   | Vzdálenost   | Pořadí       | Pořadí       | Pořadí |
| Ana Po'uhila | vrh koulí    | 16,42       | 16,42       | 12.         | 12.         | nepostoupila | nepostoupila | nepostoupila | nepostoupila | 27.    |

### Vzpírání
Ve vzpírání reprezentoval Tongu 40letý Maamaloa Lolhea, pro kterého byla účast na hrách v Pekingu jeho olympijským debutem. Startoval v závodu mužů ve váhové kategorii nad 105 kg. Závod se konal 19. srpna 2008 a startovalo v něm 14 závodníků. Během trhu obsadil s výkonem 140 kg průběžné 13. místo. V druhé fázi závodu v nadhozu zvedl váhu 173 kg a opět skončil na průběžném 13. místě. S výsledkem 313 kg tak celkově obsadil 13. místo.
| Sportovec        | Disciplína      | Trh      | Trh    | Nadhoz   | Nadhoz | Dohromady | Pořadí |
| Sportovec        | Disciplína      | Výsledek | Pořadí | Výsledek | Pořadí | Dohromady | Pořadí |
| ---------------- | --------------- | -------- | ------ | -------- | ------ | --------- | ------ |
| Maamaloa Lolohea | Muži nad 105 kg | 140      | 13.    | 173      | 13.    | 313       | 13.    |